# Eucypris virens
Eucypris virens is een mosselkreeftje: een geleedpotige die twee kleppen heeft. Daarmee lijkt hij op een mossel, maar dat is echter een weekdier. Er bestaan mannetjes, seksuele en aseksuele vrouwtjes. Aseksuele vrouwtjes kunnen zich zonder mannetje en bevruchting voortplanten, wat parthenogenese of maagdelijke voortplanting wordt genoemd.